# وایب
وایب (به انگلیسی: Vibe) (با نام واقعی فرانسیسکو «سیسکو» رامون یا پاکو رامونی) یک شخصیت خیالی ابرقهرمان در کتاب‌های کامیک آمریکایی منتشر شده توسط دی‌سی کامیکس است. این شخصیت توسط نویسنده جری کانوی و طراح چاک پیتن خلق شده است که برای اولین بار در شمارهٔ ۲ مجموعه «لیگ عدالت» (اکتبر ۱۹۸۴) معرفی شد.
کارلوس والدس، بازیگر آمریکایی-کلمبیایی در مجموعهٔ تلویزیونی فلش و پیکان نقش وایب/ریورب را ایفا می‌کند. او ابتدا در نقش سیسکو رامون وارد می شود و بعد ها به قدرت های خود تسلط پیدا و به ابر انسان تبدیل می شود و سیسکو رامون ویب) عضو تیم فلش است .